# Christian Chruxin
Christian Chruxin (* 13. Dezember 1937 in Hannover; † 11. Januar 2006 in Berlin) war ein deutscher Typograf, Grafiker, Buchgestalter und Galerist. Mit Wolfgang Schmidt und Helmut Schmidt Rhen gehörte er zu den systematisch orientierten Gestaltern der Kasseler Schule der Plakatkunst, Buch- und Zeitschriftengrafik.

## Leben und Werk
Chruxin studierte von 1958 bis 1960 an der Staatlichen Werkkunstschule Kassel. 1959 gründete er mit seinen Kommilitonen Arno Waldschmidt, Dieter Lübeck, Albert Schindehütte und Fridjof Werner die Gruppe situationen 60. Die von Chruxin organisierte Ausstellung situationen junger malerei, grafik und plastik setzte sich kritisch mit der Trennung von freier und angewandter Kunst auseinander. Diese Eigeninitiative des Studenten missfiel dem damaligen Direktor Jupp Ernst. Er verwies ihn von der Schule mit der Begründung, dass die Werkkunstschule Gebrauchsgrafiker ausbilde und er – Chruxin – sich zur freien Kunst hin entwickele.
Von Oktober 1960 bis April 1961 studierte Chruxin an der Meisterschule für Graphik und Buchgewerbe in Berlin. Ab 1961 entwickelte er Gestaltungskonzepte für Buchreihen und gestaltete Bücher u. a. für den Wolfgang Fietkau Verlag, das Literarische Colloquium, den Voltaire Verlag und die Edition Voltaire, den Verlag Neue Kritik, den Gerhard-Verlag, den Stapp-Verlag und den Rowohlt Verlag.
In seiner Entwurfsarbeit ging es Chruxin um seriell angelegte Lösungen, weniger um Einzelstücke. Exemplarisch für diese gestalterische Haltung stehen die beiden Buchreihen schritte für den Wolfgang Fietkau Verlag und das neue buch für den Rowohlt Verlag. Für beide Buchreihen entwickelte Chruxin das Umschlagkonzept – definierte die Schrift, bestimmte das Farbklima – und gestaltete die einzelnen Bände. Die Bände für das neue buch gestaltete er von 1969 bis 1985.
Gemeinsam mit Joachim Krausse war er Herausgeber der Buchreihe Projekte und Modelle.
Von 1963 bis 1966 führte Chruxin in der Frobenstrasse 17 in Berlin die Galerie situationen 60. Die Eröffnungsausstellung war Henryk Berlewi gewidmet, es folgten Veranstaltungen und Ausstellungen mit Arbeiten von Bernhard Höke, Konrad Bayer, Lucio Fontana, Ferdinand Kriwet, Erich Buchholz, Jürgen Graaff, Wolfgang Schmidt und Wolfgang Ludwig. 
Von 1962 bis 1972 entwarf Chruxin Szenenbilder, Bühnenbilder und Kostüme für Fernsehsendungen der ARD, des SFB und des ZDF. Für den Beat-Club von Radio Bremen entwarf er 1971 die Studioarchitektur.
Neben seiner gestalterischen Tätigkeit unterrichtete Chruxin von 1971 bis 1976 als Lehrbeauftragter im Fach Grafikdesign / Visuelle Kommunikation an der Universität der Künste Berlin. Lange Jahre arbeitete er für das Künstlerhaus Bethanien in Berlin, für dessen Erscheinungsbild er verantwortlich zeichnete.

Sein letztes Projekt war eine große Ausstellung zum Thema Schrift. Anita Kühnel, die Leiterin der Sammlung Grafikdesign in der Kunstbibliothek der Staatlichen Museen zu Berlin, konnte er für das Thema begeistern. Mit ihr tauschte er Ideen und Materialien aus. 2010 wurde die Ausstellung Welt aus Schrift. Das 20. Jahrhundert in Europa und den USA in der Kunstbibliothek der Staatlichen Museen zu Berlin eröffnet. Der Katalog erschien im Verlag der Buchhandlung Walther König.

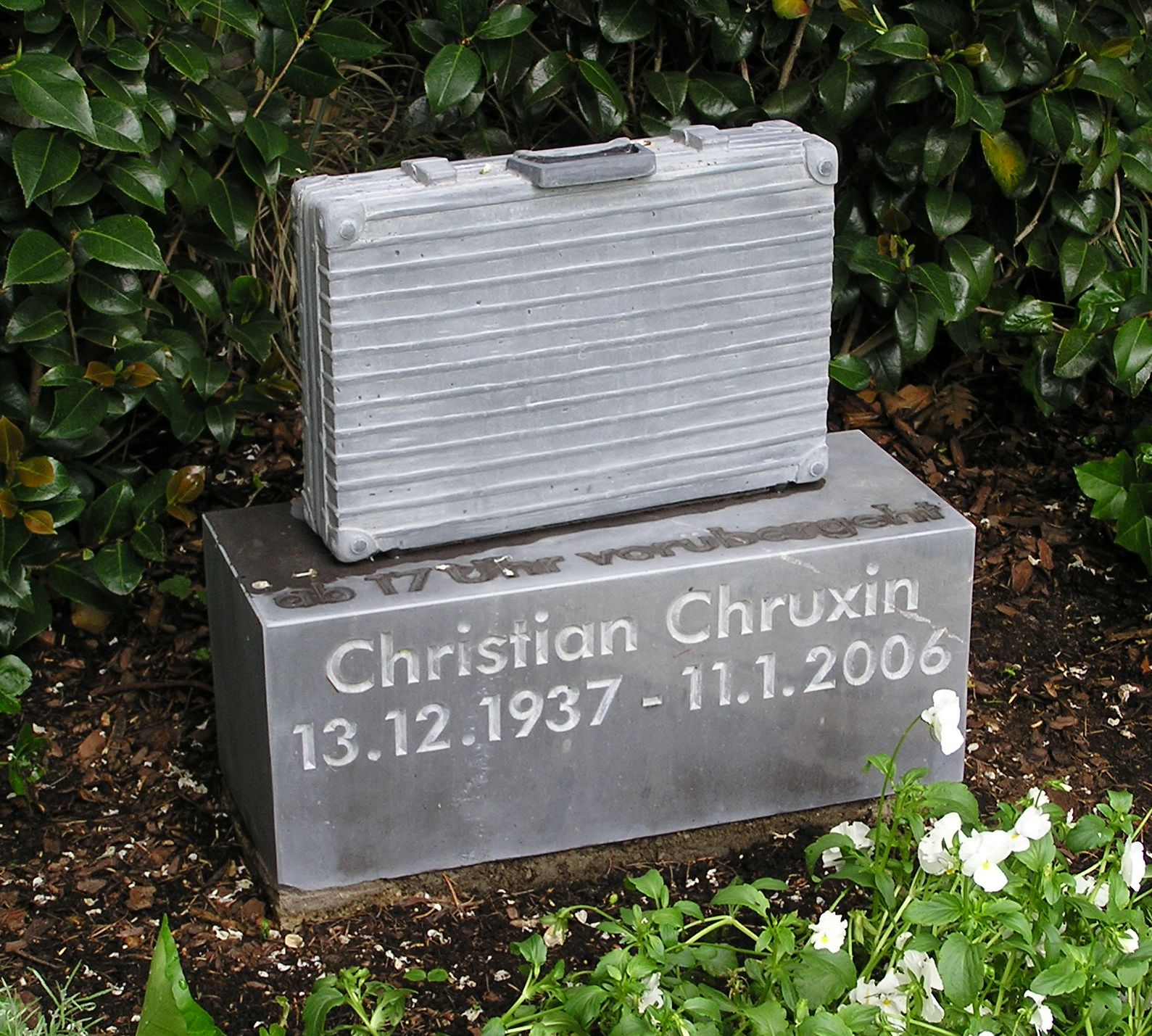
Grab von Christian Chruxin auf dem Friedhof Heerstraße in Berlin-Westend

Christian Chruxin starb im Januar 2006 im Alter von 68 Jahren in Berlin. Sein Grab befindet sich auf dem landeseigenen Friedhof Heerstraße in Berlin-Westend (Grablage: I-Wald-6a/6b).